# Вілла «Палатин»
«Палатин» — вілла кінця XІX століття в стилі раннього модерну, пам'ятка архітектури місцевого значення у місті Львові та має адресу — вул. Глібова, 12.

## Історія
Проект будівництва вілли був розроблений львівським будівничим Едмундом Кьолером на замовлення Владислава Чарновського, а 1875 р. двоповерховий будинок з еклектичною вежею був споруджений та отримав свою первісну назву — «Затишок».
У 1889-1893 рр. будинок належав Олімпії Вишинській. 1893 р. вілла «Затишок» стає власністю Пйотра Хмельовського — професора Львівської Політехніки. Саме на його замовлення відомий львівський архітектор Альфред Каменобродський виготовив проект перебудови вілли. Після перебудови будинок був розширений: добудовані дві наріжні вежі, а також з правого боку до старої вілли прибудували більшу та багатше оздоблену споруду. Вілла зберегла свій середньовічний стиль та оздоблення фасадів доповнилось застосуванням декоративних стилізованих неоґотичних елементів. По завершенню будівельних вілла отримала нову назву — «Палатин», найімовірніше, через своє розташовання на досить крутому підйомі біля Калічої гори, що асоціюється з назвою одного з римських пагорбів, званим Палатин (лат. Mons Palatinus). До того ж, вілла своїм стильовим вирішенням нагадує середньовічний замок.
1910 р. у віллі оселився Тадеуш Рутовський — польський громадський діяч, журналіст, публіцист, віце-президент Львова (від 1905 р.), головний редактор часопису «Мистецтво», ініціатор створення Львівської картинної галереї. Під час російської окупації міста у 1914-1915 рр. виконував обов'язки президента Львова, а під час відступу російської армії зі Львова був вивезений як заручник. Повернувся до Львова у 1917 р..
Протягом ХХ ст. власниками вілли були Ян Сільніцький (1900), аптекар Леопольд Ходацький (1902), Ян Ева (1916) та Афнер і Ґустава Гессель (1935). Власники вілли неодноразово змінювали зовнішній вид споруди. Так з боку саду: декоративне цегляне мурування було покрито цементним тиньком, збито кронштейни під карнизом та замуровано вихід на тильне подвір'я. Під час перебудови вілли «Палатин» на цій же самій ділянці було споруджено двоповерхову сторожівку. У її вирішенні застосоване поєднання форм вілл «Затишок» та «Палатин».
Загалом будівля зберегла свій історичний вигляд та є однією з пам'яток архітектури місцевого значення Львова (охоронний № 722-М), що нині використовується як житловий будинок.

## Архітектурний опис вілли
Ігор Жук описує віллу так:
«Споруда різноповерхова, цегляна, тинькована, у плані складної конфігурації. Наріжні об'єми триповерхові, оформлені у вигляді веж ґотичного замку. Поверхи поділені тягами, аркатурними пасками, вікна арочної та прямокутної форм, у широких обрамленнях. Фасад від вул. Козака (нині — вул. Каліча Гора) акцентує арка під псевдоґотичним причілком з поміщеною у нішу статуєю Діви Марії.
Внутрішнє планування мішаного типу, п'ятирядне; великі зали розміщені у північно-східній частині будівлі, менші — у південно-західній його частині.
Приклад вілли палацового типу, вирішеної у формах середньовічної архітектури».
Вілла «Палатин» розташована на південь від центру міста, натерасі, укріпленій з боку вул. Каліча гора. Північно-західний фасад виходить до крутого схилу вулиці Каліча Гора, південно-західний — на вулицю Глібова.
Фасад довнюють наріжні вежі є квадратними у плані, триповерховими із чотирисхилими дахами, які є акцентами композиційного вирішення вілли. Кути веж підтримуються стилізованими трисхідчастими контрфорсами. У пластиці фасадів поєднано відкрите цегляне східчасте (ромбами) та смугасте мурування червоного і ясно-жовтого кольору, а також гладкі тиньковані поверхні. Вікна півциркульні, стрілчасті з профільованим обрамуванням, імпостами та парапетами, а вікна третього поверху круглі та симетрично розміщені до півциркульної ніші з фігуркою Богородиці. Поміж контрфорсами є великі аркатурні пояси, а поміж поверхами є горизонтальні тяги.
Добудовані до вілли при реконструкції вежі були оздоблені чотирма медальйонами із зображеннями польських королів — по два медальйони на кожній. Вежі по периметру завершуються східчастим причілком, у центрі якого, зі сторони вулиці Глібова, розміщений медальйон із зображенням польського короля Болеслава ІІ Хороброго. Також на вежі розміщені портрети ще двох королів Болеслава І Хороброго Мечислава ІІ Ламберта. На лівій вежі зі сторони вулиці Каліча Гора був розміщений медальйон із зображенням Пшемисла ІІ, але він на жаль втрачений. Медальйон, який залишився дуже важко розгледіти, а надпис практично не видно.
Західна вежа на південно-східному фасаді має вихід на терасу над головним входом до вілли. Тут над вікном знаходиться польський дворянський герб Цьолек. На жаль, дізнатись, кому із власників вілли належав цей герб, поки не вдалось.